# Головний спеціаліст із продукції
Керівник продукту (CPO), іноді відомий як керівник продукту, — це корпоративна назва, що стосується керівника, відповідального за різні види діяльності в організації, пов’язані з продуктом. CPO для продукту підприємства те ж саме, що CTO для технологій. Вони зосереджені на тому, щоб узгодити стратегію продукту з бізнес-стратегією та розгорнути її в усій організації. Вони найчастіше зустрічаються в технологічних компаніях або організаціях, де технології зараз є значною частиною способу обслуговування клієнтів (наприклад, банки та газети).

## Роль
CPO відповідає за всі питання, пов’язані з продуктом. Зазвичай включає стратегію продукту, бачення продукту, інновації продукту, дизайн продукту, розробку продукту, управління проєктом і маркетинг продукту. У багатьох технологічних компаніях ця посада включає розподіл, виробництво та закупівлі.